# 300 her pro děti s autismem
300 her pro děti s autismem je příručka pro rodiče nebo vychovatele dítěte s poruchou autistického spektra. Autorkami jsou Simone Griffinová a Dianne Sandlerová, do českého jazyka text přeložila Miroslava Jelínková. V České republice bylo dílo vydáno nakladatelstvím Portál v roce 2012. Text publikace je místy doplněn soupisy bodů a nápadů.
Publikace přibližuje chování, vnímání a cítění dětí s autismem a doporučuje komunikační strategie. Kniha je určena jak pro rodiče a vychovatele dětí s poruchou autistického spektra, tak pro pedagogy se speciálním zaměřením na děti s mentálním postižením. Pozornost je věnována hypercitlivým dětem i hypocitlivým dětem.

## Obsah
Kniha je věnována nápadům, jak je možné využít čas a každodenní činnosti k rozvoji komunikace s dítětem, které má poruchu autistického spektra. V publikaci je poukázáno na to, jak důležitá je pro děti s poruchou autistického spektra komunikace a motivace. Obsah je rozdělen do pěti pasáží podle místa nebo materiálu věcí, o kterých se autor zmiňuje. Konkrétně jsou pasáže rozděleny na jídlo, hračky, hry pohybové, hry hudební, hry s látkou, společenské hry, hry venku a hry doma a ve škole. 

### Úvodní pasáž
Zprvu autorky odkazuje na on-line nákupy a webové stránky pro nákup užitečných hraček pro děti. V úvodu je zmíněno, co bude rodič vyhledávat, zpravidla jsou zde uvedené předměty nebo hračky, rady jak hračku vybrat, na co se zaměřit a speciálně pozorování dítěte, s čím si doposud hraje a jaký typ hry mu vyhovuje. 

### Kapitoly

#### 1. Motivuj mě jídlem
Jídlo je zde popsáno jako možnost k nácviku sociálních dovedností, kdy dítě může říct svůj vlastní názor například jaké jídlo si dá (vybrat si z možností, které jsou mu ukázány), podělit se o to, zda mu jídlo chutnalo, společně jídlo strávit se členy rodiny nebo pomoci přípravy pokrmu. Konkrétní příklady her a aktivit na toto téma jsou například chléb a toust – tousty s veselým obličejem, kuličky z chleba, psaní na toust a další.

#### 2. Motivuj mě hračkami
V této kapitole je uvedeno, jaký typ hraček lze pro dítě s poruchou autistického spektra použít, s tím, že mnoho hraček lze nalézt doma – jde o předměty, které se běžně používají v domácnosti a podobají se hračkám, se kterými si dítě již hraje například tvarem nebo materiálem. Je zde zmíněno, že by si dítě mělo hračku vybrat samo, podle toho, s čím se mu hraje dobře. Důležité je pro dítě vědomí, že hra je zábavnou formou a mělo by při ní prožívat radost. Uvedenými příklady v knize jsou například hry s bublinami – chyť bublinu, malé a velké bubliny, balonky – nafukování, modelovací balonky, gumové rukavice. 

#### 3. Motivuj mě společenskou hrou
Kapitola o společenských hrách se zaměřuje na prevenci problémů se sociálními vztahy s dospělými a ostatními dětmi, na řešení chybné socializace a na zprostředkovávání kontaktů, který by dítěti s autismem přinášely radost. Zapojení dítěte s poruchou autistického spektra je složitější proces než obvykle. V kapitole autorky popisují způsob zapojení jedince, postupné kroky. Důležité je s dítětem zprvu hru vyzkoušet sami a poté přizvat ostatní. Konkrétními příklady mohou být hudební hračky například mikrofon, nahrávání na magnetofon. Pohybové hry jsou popsány jako obzvláště vhodné, neboť děti autismem se často rády pohybují a běhají. Příkladem mohou být známé honičky, závody, hry na schovávanou nebo hledání předmětu. 

#### 4. Motivuj mě hrou venku
Venkovními aktivitami jsou míněny hry v zahradách, parcích, lesích nebo sportovních hřištích, hry ve vodě, plavání, hry na cesty, hry v písku a sněhu. Venkovní prostředí také umožňuje dítěti socializaci, protože her se mohou účastnit rodiče, známí nebo ostatní děti, které dítě může pozvat ke hře. Autorky popisují venkovní hru jako aktivitu, kde se dítě může odvázat a být kreativní bez obav z nepořádku, který by v jiném případě muselo uklízet. 

#### 5. Motivuj mě doma i ve škole
Vzhledem k dětskému objevování nechybí ani kapitola o hrách ve školním prostředí nebo doma. V tomto případě není nutností nákup nových hraček, spíše se jedná o obměnu předmětu, se kterým si dítě již hraje, které se mu líbí. Hledání obměny předmětu může být podle materiálu, velikosti, tvaru. Autorky popisují v páté kapitole témata rampy, šikmé plochy a kutálející se hračky, hry s knihou, puzzle a třídění tvarů.

## Přijetí díla
Příručka byla pracovníky v oboru přijata poměrně pozitivně. Web Foreword Reviews ocenil profesní způsobilost autorek, která se v textu odráží – Griffinová dlouho působila jako řečová terapeutka a Sandlerová se zabývala designem hraček pro děti se speciálními potřebami. Daniel Horan ze vzdělávací charity TreeHouse ocenil, že autorky nejenže poskytují velké množství nápadů na činnosti, ale zároveň vedou rodiče a pedagogy ke kreativnímu a pozitivnímu myšlení. Jako nedostatek knihy zmínil nepřítomnost rad ohledně hodnocení dětí při hře – jak si například poradit se situací, když dítě neustále chybuje.